# Otto Wilhelm Theodor Werner
Otto Wilhelm Theodor Werner (* 21. Dezember 1846 in Angern; † 27. November 1914 in Magdeburg) war ein deutscher Politiker und Oberbürgermeister.

## Leben
Werner wurde in Angern als Sohn eines Pastors geboren. Er studierte ab dem Wintersemester 1867 Rechtswissenschaft in Halle (Saale).
1871 wurde er im Departement des Appellationsgerichts in Magdeburg zum Referendar.
Im Dezember 1874 wurde er als Appellationsgerichtsreferendar besoldeter Stadtrat der Kommune Erfurt. Die Wahl erfolgte auf 12 Jahre und wurde durch die königliche Regierung bestätigt. Vom 7. November 1876 bis zum 7. Februar 1896 war er Bürgermeister und in der Zeit vom 8. Februar 1896 bis 31. März 1907 Oberbürgermeister in Stendal. In seine Amtszeit fallen der Bau der Eisenbahnwerkstatt, das Elektrizitätswerk, das Wasserwerks und die Gründung des Altmärkischen Museums. Zumindest zum Ende seines Lebens hin wohnte er an der Adresse Breiter Weg 110 in der Magdeburger Altstadt.
Der Wernerplatz (Ecke Nicolaistraße/Frommhagenstraße) in Stendal wurde in seinem Todesjahr nach ihm benannt. Nach einer Umbenennung in Karl-Marx-Platz 1954 trägt er diesen Namen seit 1990 erneut.